# Casimir Joseph
Casimir Joseph, également connu sous le pseudonyme de Mèt Kaz (maître Case), né le 3 mars 1941 à Port-au-Prince, Haïti et mort le 15 avril 2021 à Boston, États-Unis, est un peintre haïtien.[réf. nécessaire]

## Biographie

### Enfance et début de carrière
Dans les années 1960, il décide de poursuivre ses études artistiques à l'Académie des Beaux-Arts aux côtés de son ami Ludovic Booz. Cependant, il quitte bientôt l'académie pour travailler à plein temps pour le Service National d’Eradication de la Malaria (SNEM). Par la suite, Casimir ouvre son propre salon de coiffure, tout en continuant à pratiquer la peinture comme un passe-temps.

### Carrière
C'est dans les années 1970, encouragé par Ludovic Booz, qu'il décide de se consacrer entièrement à la peinture. Au début, il se concentre sur des scènes historiques avant de développer son talent pour la miniature, devenant ainsi un miniaturiste renommé. Son style méticuleux et détaillé, surtout dans ses petites œuvres, lui a valu une reconnaissance internationale. Ses tableaux ont été exposés à travers le monde et sont mentionnés dans de nombreux ouvrages sur l'art haïtien,,.

### Héritage artistique
Casimir Joseph était une figure emblématique de la scène artistique haïtienne. Il était souvent vu en train de peindre sur sa galerie dans l'impasse Gauthier (Carrefour-Feuilles) à Port-au-Prince, où il habitait.
À travers ses peintures, Casimir capturait la beauté et la complexité de Port-au-Prince, mettant en lumière les quartiers délabrés et les scènes maritimes. Ses œuvres étaient souvent exposées à la Galerie d'Art Nader et au Festival Arts de Marie-Alice Théard.

### Décès
Selon Claude Bernard Sérant pour le Nouvelliste: " Casimir Joseph, l’un des plus grands miniaturistes haïtiens, est décédé à Boston, aux États-Unis, le jeudi 15 avril 2021. Deux de ses disciples, Cornély Sandy et Alan Pierre-Louis, résidant aux États-Unis, ont précisé que maître « Case » est décédé sur son lit d’hôpital, à l’âge de 80 ans.
Le ministère de la Culture et de la communication Haiti déplore son départ: " La mort de l’artiste-peintre Casimir Joseph est une perte considérable pour l’art haïtien. Il porte avec lui au tombeau tout un pan de la création artistique de son époque,.

## Œuvres

### Peintures
- Crépuscule
- La Saline
- Vieillard Méditant
- La vieille repasse